# Luksemburscy posłowie do Parlamentu Europejskiego 2024–2029
Luksemburscy posłowie X kadencji do Parlamentu Europejskiego zostali wybrani w wyborach przeprowadzonych 9 czerwca 2024, w których wyłoniono 6 deputowanych.

## Posłowie według list wyborczych
Chrześcijańsko-Społeczna Partia Ludowa
- Martine Kemp, poseł do PE od 3 grudnia 2024[1]
- Isabel Wiseler-Santos Lima

Luksemburska Socjalistyczna Partia Robotnicza
- Marc Angel

Partia Demokratyczna
- Charles Goerens

Zieloni
- Tilly Metz

Alternatywna Demokratyczna Partia Reform
- Fernand Kartheiser

Byli posłowie X kadencji do PE
- Christophe Hansen (CSV), do 30 listopada 2024[2]